# Aída Pesce de Ruiz Holgado
Aída Argentina Pesce de Ruiz Holgado (San Miguel de Tucumán, 18 de mayo de 1926-ibidem, 6 de agosto de 2012). Fundó el 27 de agosto de 1976 el (Centro de Referencia para Lactobacilos),  junto al Dr. Guillermo Oliver. 
Dictó dos materias en la Facultad de Bioquímica de la Universidad Nacional de Tucumán. Fue investigadora y militó activamente en la Acción Católica. Tuvo una familia numerosa que formó con Juan H. Ruiz Holgado, con quien tuvo cuatro hijos y muchos nietos. Se recibió en la Universidad Nacional de Tucumán (UNT) en 1953 con la calificación Magna cum laude. Fue profesora titular de Microbiología Clínica desde 1962. Como investigadora del CONICET desde 1976 trabajó en las categorías independiente, principal y superior. Desde 1979 investigó la microbiología de las bacterias lácticas. Se desempeñó como directora del Instituto de Microbiología Dr. Luis C. Verna de la UNT. Fue decana de la Facultad de Bioquímica, Química y Farmacia (UNT), y presidió la Comisión Regional Noroeste del CONICET.
Fue autora de 200 trabajos de investigación científica que publicaron revistas de nivel internacional y nacional. Integró varias academias: la de Medicina de Córdoba, la Nacional de Agronomía y Veterinaria, y la American Academy of Microbiology. En 1993 recibió el Premio Konex en Bromatología, Nutrición y Tecnología de los Alimentos.

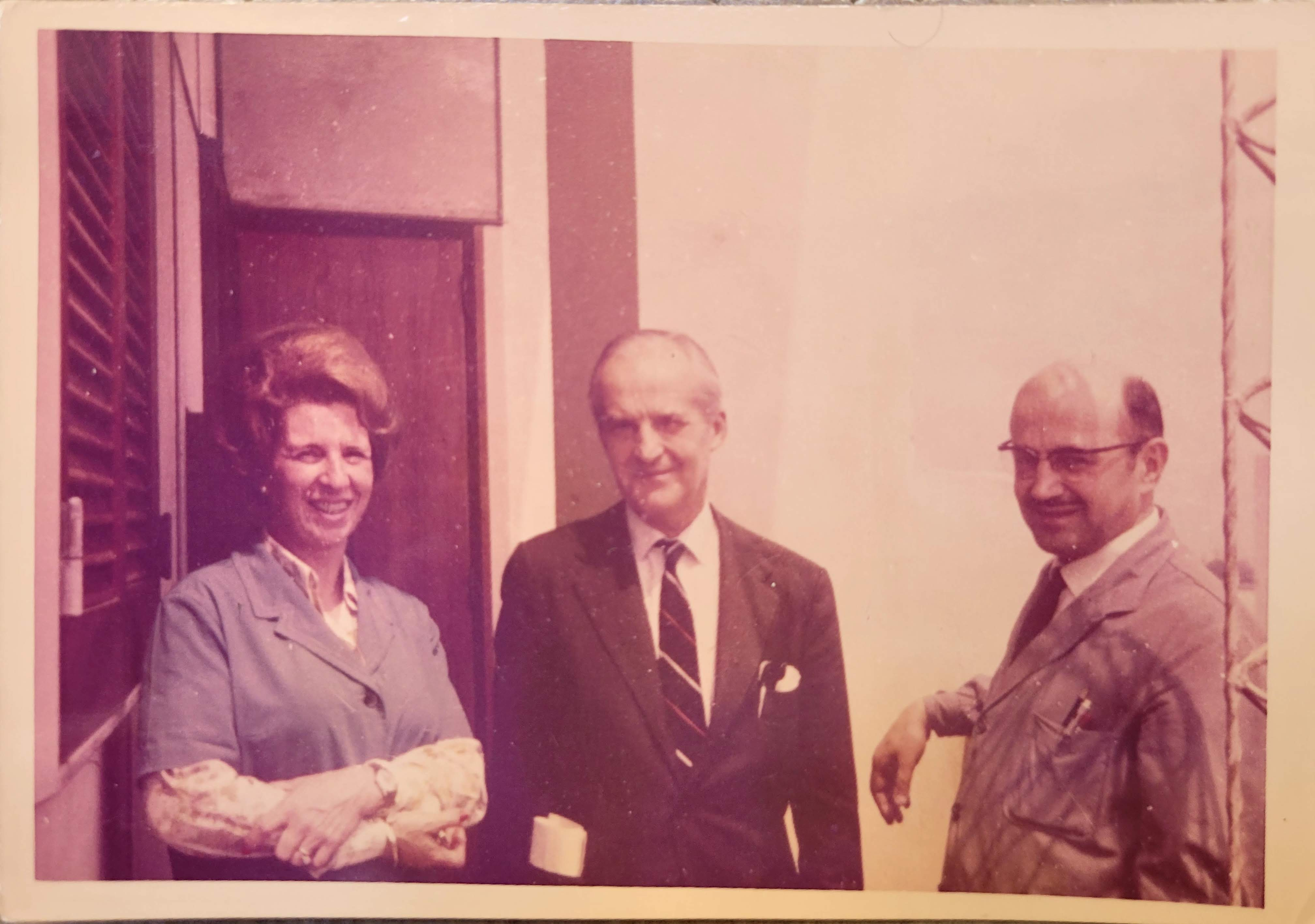
Dra. Aída Pesce de Ruiz Holgado junto al Premio Nobel Dr. Luis Federico Leloir y al Dr. Guillermo Oliver

En una entrevista en 1999 decía: “Tradicionalmente hemos sido un país exportador de materia prima, pero en lugar de lamentarnos por ello, debemos mentalizarnos de que tenemos que incursionar en la investigación y de que debe haber una política para lograr ser exportadores de productos elaborados. Hay que formar recursos humanos y entender que los jóvenes tienen que ir al exterior. O bien hay que traer gente para que los forme. Hay que darles becas y apoyarlos, porque son lo más importante que tenemos. La Universidad no funciona sin profesionales y sin alumnos, y la investigación no funciona si los que se están formando no tienen al frente investigadores que sepan”.